# Skidmore, Owings & Merrill

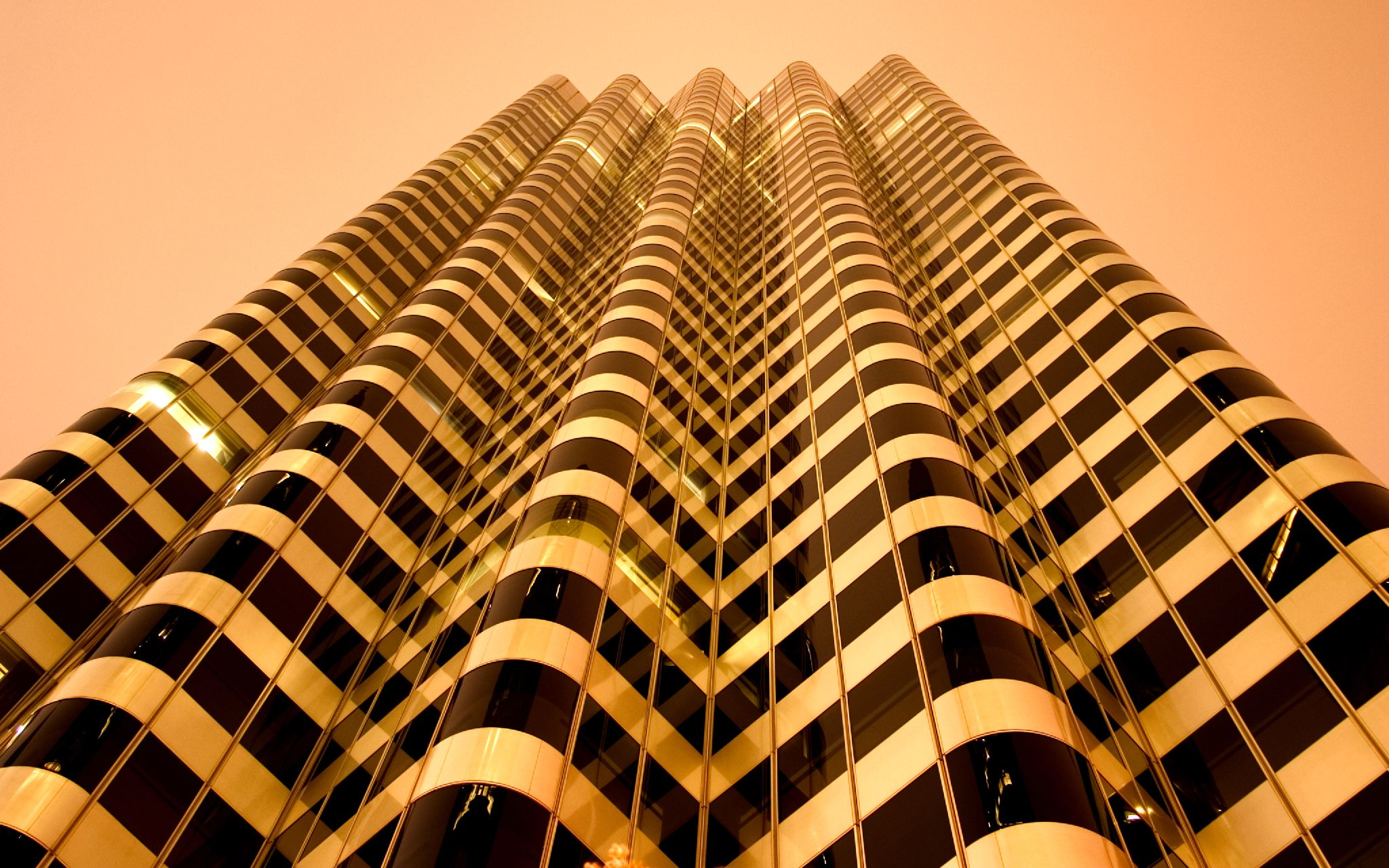
Shaklee Terraces, San Francisco, thiết kế năm 1982 với mặt đứng bọc vật liệu nhôm dát phẳng và các góc lượn tròn

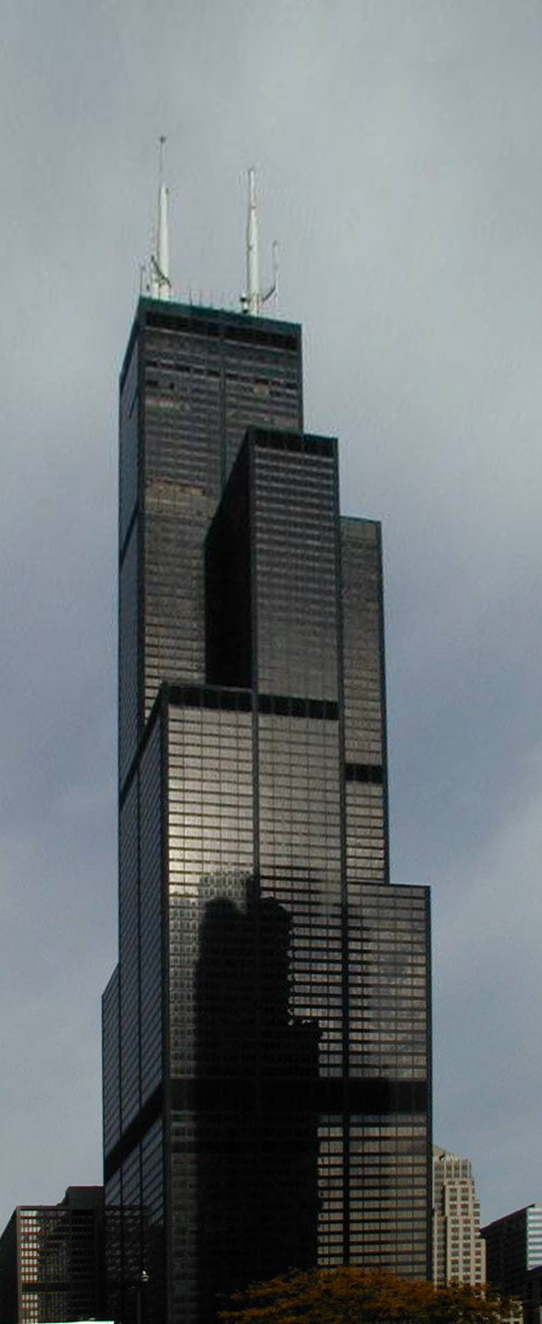
Willis Tower, Chicago

Skidmore, Owings & Merrill (viết tắt là SOM) là một hãng kiến trúc và xây dựng lớn của Mỹ. Được Louis Skidmore và Nathaniel Owings thành lập năm 1936 tại thành phố Chicago, sau đó John Merrill gia nhập vào năm 1936.
SOM là một trong những công ty kiến trúc lớn nhất thế giới. Chuyên môn chính của họ là trong các tòa nhà thương mại cao cấp, do SOM đã dẫn đầu việc sử dụng rộng rãi của phong cách quốc tế hiện đại hay nhà chọc trời "hộp kính". Họ đã thiết kế một số các tòa nhà cao nhất thế giới, bao gồm cả Trung tâm John Hancock (1969, tòa nhà cao thứ nhì thế giới khi được xây dựng), tháp Willis (năm 1973, cao nhất thế giới trong hơn hai mươi năm), và Burj Khalifa (2010, tòa nhà cao nhất hiện nay trên thế giới). Lĩnh vực hoạt động của hãng gồm: Kiến trúc, Dịch vụ xây dựng/kỹ thuật MEP, đồ họa, thiết kế nội thất, kỹ thuật kiến trúc, xây dựng dân dụng, thiết kế bền vững và quy hoạch & thiết kế đô thị
Hãng đã thực hiện hơn 10.000 dự án thiết kế lớn nhỏ trên toàn thế giới, trong đó có Việt Nam.
Một số kiến trúc sư nổi tiếng của hãng này gồm có: Edward Charles Bassett, Natalie de Blois, Gordon Bunshaft, David Childs, Myron Goldsmith, Bruce Graham, Gertrude Kerbis, Fazlur Rahman Khan. Lucien Lagrange, Walter Netsch, Larry Oltmanns, Brigitte Peterhans, Adrian Smith, và Marilyn Jordan Taylor

## Các công trình nổi tiếng
- Các công trình và quy hoạch thị trấn Oak Ridge, Tennessee, 1942
- Lever House, Thành phố New York, 1952
- Một loạt các công trình của Học viện Kỹ thuật Illinois, Chicago, 1950-1970
- Học viện Không quân Mỹ, Colorado Springs, Colorado, 1958
- Thư viện Tài liệu và Bản thảo quý hiếm Beinecke, Đại học Yale, New Haven, Connecticut, 1963
- "Circle Campus" của trường Đại học Illinois tại Chicago, 1965
- Thư viện Louis Jefferson Long ở Wells College, 1968
- Bank of America Center, San Francisco, California, 1969
- Trung tâm John Hancock, Chicago, Illinois, 1969
- Trụ sở Weyerhaeuser, Tacoma, Washington, 1971
- Sân bay Haj, Jeddah, Ả Rập Xê Út, 1972
- Willis Tower, Chicago, Illinois, 1973
- Trung tâm Carlton, Johannesburg, Cộng hòa Nam Phi, 1973
- Trụ sở ngân hàng US, Milwaukee, Wisconsin, 1973
- First Wisconsin Plaza, Madison, Wisconsin, 1974
- Enerplex, North Building, Princeton, New Jersey, 1982
- Vòm Hubert H. Humphrey, Minneapolis, 1982
- Trung tâm Wachovia Financial, Miami, Florida, 1984
- Tháp Kim Mậu, Thượng Hải, 1998
- Đại sứ quán Mỹ tại Ottawa, Canada, 1999
- 7 South Dearborn đồ án không xây dựng, Chicago, 2000

### Công trình trong quá trình xây dựng
- Freedom Tower, New York
- Số 7 World Trade Center, New York
- Burj Dubai, Dubai
- Khách sạn và tháp quốc tế Trump, Chicago
- Nhà ga số 3, sân bay quốc tế Ninoy Aquino, Manila, Philippines